# Calbuco
Calbuco è un comune del Cile della provincia di Llanquihue nella Regione di Los Lagos. Al censimento del 2002 possedeva una popolazione di 31.070 abitanti.

## Società

### Evoluzione demografica
| Censimento del 1992 | Censimento del 2002 |
| 27.027 ab.          | 31.070 ab.          |